# Cliff Wichmann
Cliff Wichmann (* 9. Juli 1971 in Dresden) ist ein deutscher Schachspieler.
In der Schachbundesliga, der höchsten deutschen Spielklasse, hatte er seinen ersten Einsatz in der Saison 1996/97 für den Dresdner SC. Er wechselte zum ESV Nickelhütte Aue, mit dem er in der Saison 2010/11 erneut in der 1. Bundesliga spielte.
Seit Juni 2011 trägt er den Titel Internationaler Meister. Die Normen hierfür erzielte er in der 2. Bundesliga Ost in der Saison 2005/06, bei der deutschen Einzelmeisterschaft 2009 in Saarbrücken, bei der er den 15. Platz belegte, sowie der 1. Bundesliga der Saison 2010/11.